# 七爪龙
七爪龙（学名：Ipomoea mauritiana），又名掌叶牵牛、藤商陆、细种五爪龙、牛乳薯、千斤藤、栅手、五爪薯、野牵牛、野商陆、五爪龙、山东管、苦瓜藤，为旋花科番薯属的植物。分布在台湾岛、越南以及中国大陆的广西、云南、广东等地，生长于海拔280米至1,020米的地区，一般生于山地疏林、海滩边矮林或溪边灌丛，目前尚未由人工引种栽培。